# America (Països Baixos)
America (pronunciació en neerlandès: [ɑˈmeːrikaː]) és una ciutat situada al nord de la província neerlandesa de Limburg, fundada a finals del segle xix i coneguda històricament per l'extracció de torba.

## Geografia
Actualment i des de l'1 de genr del 2001, forma part del municipi de Horst aan de Maas. El 2019 comptava amb una població de 2.030 habitants i una extensió de 24,87 km². Es troba a uns 5 km a l'est de Horts, capital del municipi, i a uns 16 km al nord-est de Venlo i de la frontera amb Alemanya.

## Història
Amèrica es va fundar a finals del segle xix com un poble miner a la línia del ferrocarril Venlo-Eindhoven per proporcionar transport per als treballadors i el trasllat del producte de l'extracció de torba. L'etimologia del nom de la ciutat és incerta, però és probable que la ciutat rebés el nom per Amèrica, ja que existeixen altres enclavaments amb noms estrangers similars a la regió de Peel, com són "Califòrnia" i "Sibèria", fundades durant la mateixa època.
L'estació de ferrocarril de la ciutat, l'estació d'Amèrica, es va inaugurar el 1866 i es va reconstruir el 1894. L'església parroquial, l'església de Sant Josep, es va acabar el 1892. L'estació de ferrocarril es va tancar el 1938 i la ciutat va ser envaïda pels alemanys durant la Segona Guerra Mundial i alliberat pels britànics el 22 de novembre de 1944. L'estació fou finalment enderrocada l'any 1970, tot i que ha estat immortalitzada en l'àlbum Station America de 1993 de la banda local Rowwen Hèze.
En els darrers anys, a mesura que l'extracció de torba ha disminuït, les torberes recuperades s'han convertit en centres de vacances i complexos de bungalows, com ara Limburgse Peel i Het Meerdal, tots dos operats per l'empresa Center Parcs Europe.

## Fills il·lustres
- Hub van Doorne, fundador de l'empresa de camions DAF.
- Bert Poels, membre de la resistència durant la Segona Guerra Mundial.
- Jack Poels, cantant i guitarrista del grup Rowwen Hèze.
- Joey Litjens, pilot de motociclisme.
- Christiaan Hesen, malnom "Rowwen Hèze" (Horst, 1853 - Steyl, 1947), figura llegendària del poble. El grup Rowwen Hèze porta el seu malnom.

## Galeria

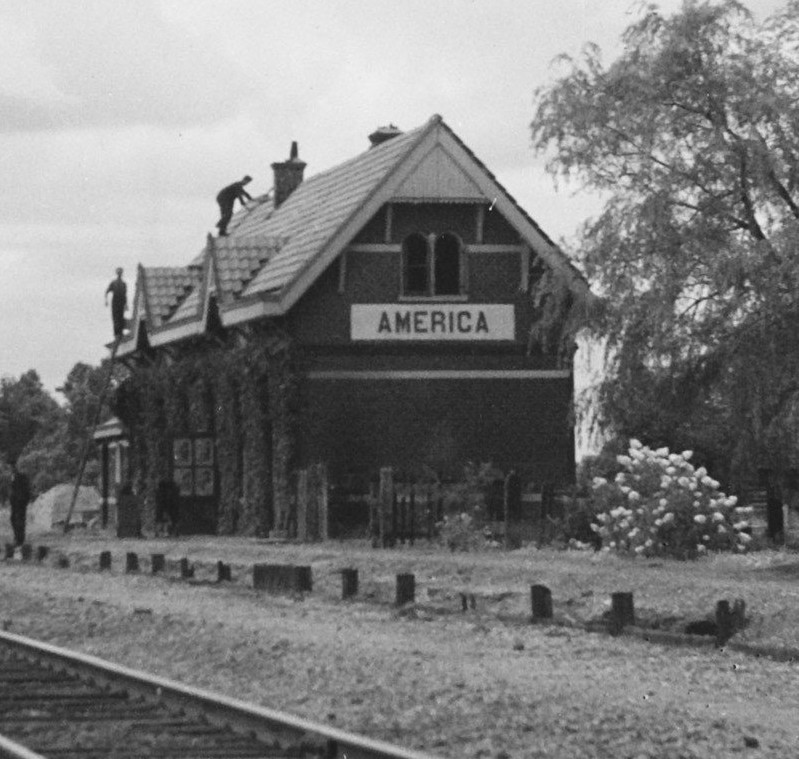
Estació America el 1945.
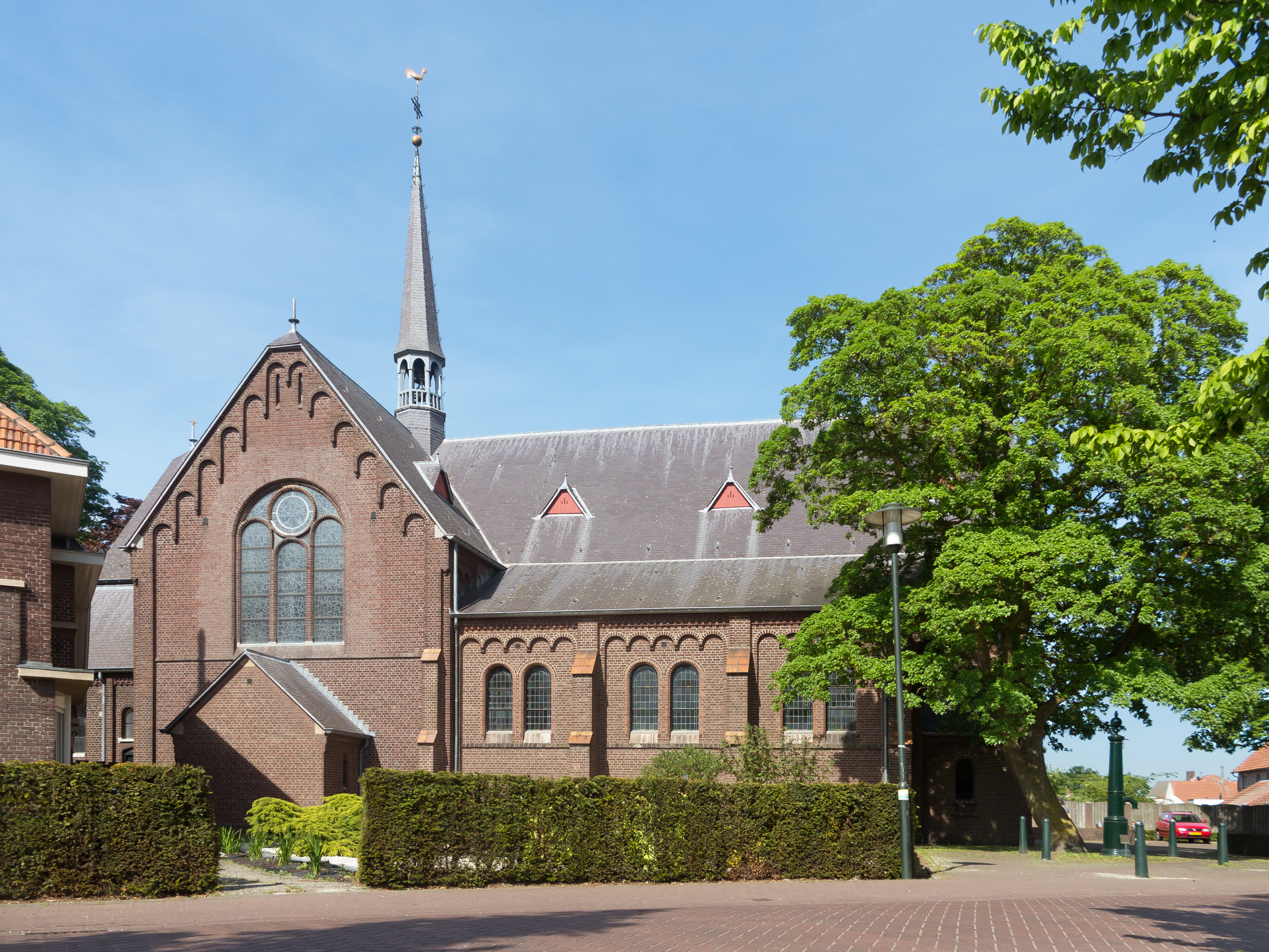
Parròquia de Sant Josep.
Situació d'America dins el mapa municipal.